# きーぼー

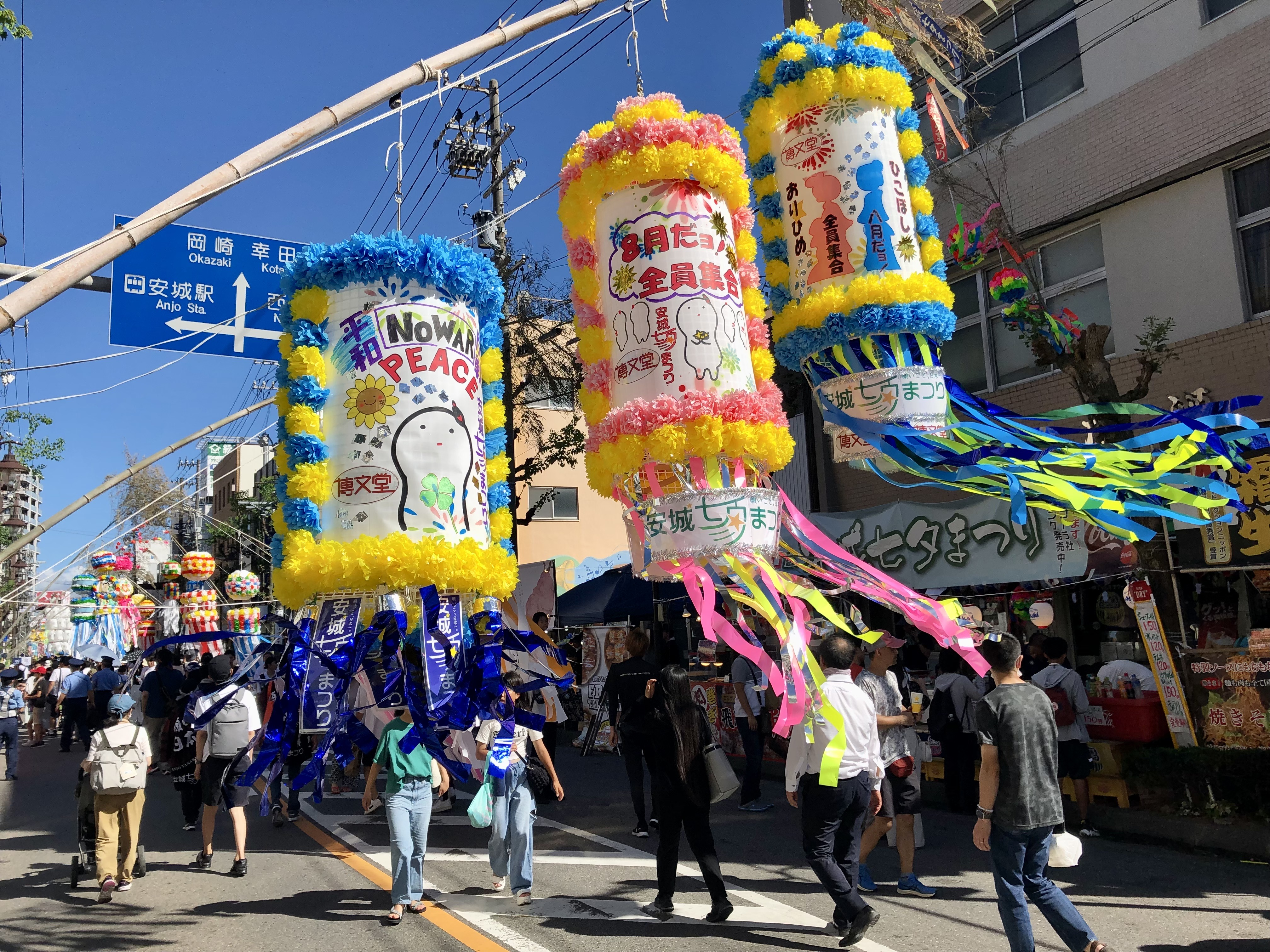
安城七夕まつり

きーぼーは、愛知県安城市のマスコットキャラクターである。2009年には安城七夕まつりのマスコットキャラクターに正式に採用された。
ゆるキャラグランプリ2014では100位にランクインしている。「きーぼー」は願いごとの精であり、安城七夕まつりで書いた願いごとを天の川まで届けてくれるという設定が設けられている。人々の希望を託されているという設定である。普段は安城七夕神社の森に生息している。

## 設定
プロフィール
名前：きーぼー
職業：願いごとの精
生息場所：七夕神社の森
年齢：人間が生まれる前から存在してる（でもまだ子供らしい）
性別：不明。っていうか性別なんかない？
性格：ぼーっとしてる
好きな食べ物：こんぺいとう
ストーリー
このコのなまえは「きーぼー」。
みんなの願いごとを星にかえて天の川までとどける、願いごとの精です。
天の川には「願いごとの神さま」がすんでいて、
きーぼーがとどけた願いごとを順番にかなえてくれるんですよ。
神さまは願いごとを1つとどけるたび、
ごほうびにこんぺいとうを1つぶくれます。
きーぼーはこんぺいとうが大好き。
だから毎日願いごとを空にはこぶのは、実はこんぺいとうのためなんです。
みんなの願いごとをかなえる、なんてむずかしいこと
いつもボーッとしてるきーぼーには、よくわかんないみたい（笑）